# Đại Nội, Đài Nam

Vị trí tại Đài Nam

Đại Nội (tiếng Trung: 大內區; bính âm: Dà nèi qū) là một khu (quận) của thành phố Đài Nam, Trung Hoa Dân Quốc (Đài Loan). Quận có trên 70% diện tích là đồi núi thấp và chủ yếu phát triển về nông nghiệp. Đại Nội có diện tích 70,3128 km², dân số vào tháng 8 năm 2011 là 10.752 người thuộc 4.060 hộ gia đình, mật độ dân cư là 152,9 người/km².